# همه‌اش را می‌خواهم
همه‌اش را می‌خواهم (به انگلیسی: I Want It All) نام آهنگی از گروه راک بریتانیایی، کوئین است که در سیزدهمین آلبوم استودیویی گروه، معجزه قرار گرفته بود. این آهنگ توسط نوازنده گیتار لید و آوازخوان پشتیبان گروه، برایان می نوشته شده‌است (اما به نام کل گروه ثبت شد) و تهیه‌کنندگی آن را دیوید ریچاردز بر عهده داشت. همه‌اش را می‌خواهم به عنوان اولین تک‌آهنگ آلبوم معجزه در تاریخ ۲ می ۱۹۸۹ در بریتانیا منتشر شد. این آهنگ، هم در جدول تک‌آهنگ‌های بریتانیا و هم در جدول آهنگ‌های مین‌استریم راک بیلبورد جایگاه دوم را کسب کرد، در جدول ۱۰۰ آهنگ داغ بیلبورد در جایگاه پنجاهم قرار گرفت و در دیگر کشورهای اروپایی از جمله اسپانیا هم در در جایگاه اول ایستاد. در اسپانیا، این آهنگ جز آهنگ‌هایی با بیشترین تعداد پخش در ماه ژوئیه ۱۹۸۹ بود.
همه‌اش را می‌خواهم اولین بار سه سال پس از انتشارش، در ۲۰ آوریل سال ۱۹۹۲ در کنسرت بزرگداشت فردی مرکوری به شکل زنده اجرا شد. سه عضو باقی‌مانده گروه به همراه راجر دالتری (که آوازخوان اصلی بود) و تونی لامی (که نوازنده گیتار ریتم) بود این آهنگ را اجرا کردند. خود مرکوری هیچ‌گاه این ترانه را به شکل زنده اجرا نکرد چرا که در نوامبر سال ۱۹۹۲ بر اثر بیماری ایدز و در سن ۴۵ سالگی درگذشت. آخرین اجرای زنده مرکوری با گروه کوئین در سال ۱۹۸۶ بود.